# Megophrys
A Megophrys a kétéltűek (Amphibia) osztályába, a békák (Anura) rendjébe és a csücskösásóbéka-félék (Megophryidae) családjába tartozó nem. Jellegzetességük a hosszúkás felső „szemöldökük”.

## Elterjedése
A nembe tartozó fajok Indonézia endemikus békafajai. Indonézián belül Jáva és Szumátra szigetén honosak.

## Taxonómiai helyzete
A Megophrys nem korábban több mint száz fajt tartalmazott, de az átfogó rendszertani felülvizsgálatok következtében e fajok túlnyomó többsége más nemekbe került, például a Xenophrys, a Boulenophrys, az Atympanophrys és a Pelobatrachus nemekbe. A tanulmányok között azonban megoszlanak a vélemények, mivel a legtöbb indiai publikációban megjelent tanulmány az összes ilyen taxont a Megophrys nembe sorolja, míg a kínai publikációk az előbbiekben felsorolt saját nemükbe; az IUCN Vörös listája az előbbit, míg az Amphibian Species of the World és az AmphibiaWeb az utóbbit követi.

## Rendszerezés
A nembe az alábbi fajok tartoznak:
- Megophrys acehensis Munir, Nishikawa, Hamidy, & Smith, 2021
- Megophrys lancip Munir, Hamidy, Farajallah, & Smith, 2018
- Megophrys montana Kuhl & Van Hasselt, 1822
- Megophrys parallela Inger & Iskandar, 2005
- Megophrys selatanensis Munir, Nishikawa, Hamidy, & Smith, 2021